# ロックフィールドゴルフリゾート
ロックフィールドゴルフリゾート株式会社は、国内でゴルフ場の保有・運営をしている大阪市北区の企業。
2020年に株式会社アイランドゴルフから商号変更している。

## 概要
株式会社アイランドゴルフはOGIグループのレジャー・リゾート事業として2011年10月に設立され、ゴルフ場の保有、運営・運営受託に加え、オーナーチェンジサポート、コンサルティング事業も行っている。
なお、2018年3月に株式会社アイランドゴルフの株式のすべては株式会社ジアスに譲渡され、GIグループはゴルフ事業から撤退した。

## 運営ゴルフ場
- アイランドゴルフガーデン宇部（山口県）
- 紀ノ国カントリー倶楽部（和歌山県）
- 養老カントリークラブ（岐阜県）
- 有馬冨士カンツリークラブ（兵庫県）
- 千羽平ゴルフクラブ（富山県）
- 岩見沢パブリック 雉ヶ森ゴルフコース（北海道）
- シルクカントリー倶楽部｛群馬県）
- 皇子山カントリークラブ（滋賀県）
- 八尾カントリークラブ（富山県）

## 沿革
- 2009年 3月、「アイランドゴルフリゾート那須（旧･那須グリーンコース）」の経営開始
- 2011年10月3日、株式会社アイランドゴルフ設立
  - 「アイランドゴルフパーク東那須(旧･東那須カントリークラブ）」の経営開始
- 2012年
  - 「アイランドゴルフパーク北陸グリーンヒル」、「福島カントリークラブ」、「アイランドゴルフガーデン美和（旧･美和ゴルフクラブ）」の経営開始
- 2013年
  - 「アイランドゴルフガーデン千草（旧・千草カントリークラブ）」「アイランドゴルフリゾート御前水（旧･御前水ゴルフ倶楽部）」、「アイランドゴルフガーデン赤穂（旧･青木功ゴルフクラブ）」、「アイランドゴルフガーデン上石津（旧･上石津ゴルフ倶楽部）」、「アイランドゴルフリゾート三田（旧･三田カントリー27）」「アイランドゴルフガーデン加賀（旧･加賀芙蓉カントリー倶楽部）」、「アイランドゴルフパーク岐阜中央（旧･岐阜中央カントリークラブ）」の経営開始
- 2014年
  - 「島根ゴルフ倶楽部」、「アイランドゴルフガーデン宇部」、「アイランドゴルフレンジ岐阜中央（ゴルフ練習場）」、「リージャスクレストゴルフクラブ」、「ニッポーゴルフ倶楽部」の経営開始。グループ専用のポイントカード「アイランドゴルフカード」の運営開始。
- 2015年
  - 「室蘭ゴルフ倶楽部」、「養老カントリークラブ」の経営開始、「紀の国カントリー倶楽部」の運営受託開始
- 2016年
  - 「千羽平ゴルフクラブ」、「有馬冨士カンツリークラブ」の経営開始
- 2018年3月
  - 株式のすべては株式会社ジアスに売却され、この時点で保有・運営する5コースの経営母体は交代した。これにより、2017年からオーナーチェンジシステム等によりゴルフ場の売却を進めていたGIグループは、ゴルフ事業からの撤退を完了した。
- 2020年2月25日、ロックフィールドゴルフリゾート株式会社に商号変更
- 2021年
  - 「皇子山カントリークラブ」の運営開始
- 2024年
  - 「八尾カントリークラブ」の運営開始